# 標準写像

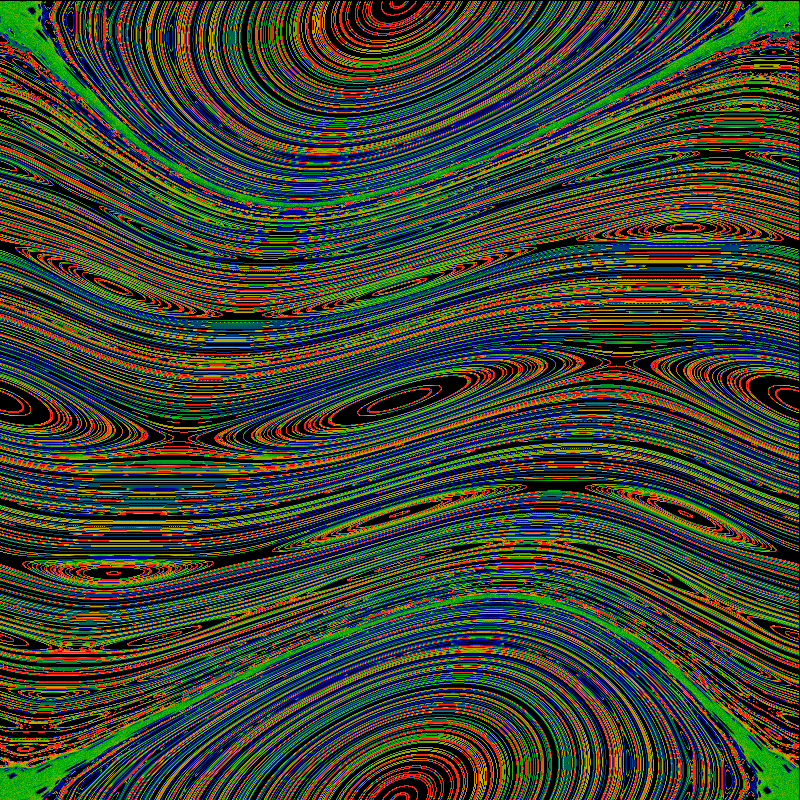
K = 0.6 に対する標準写像の軌道。

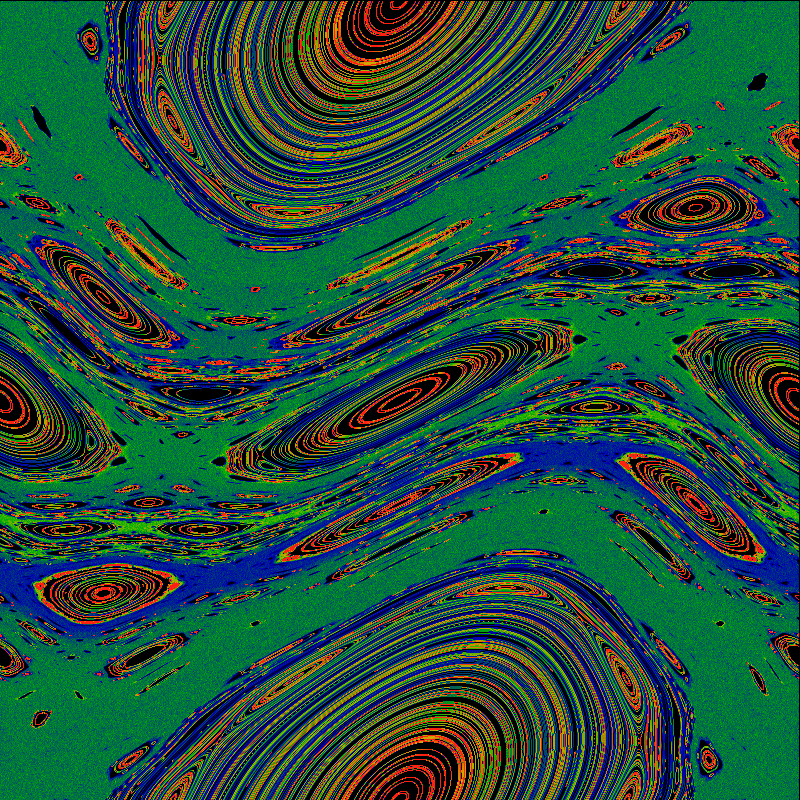
K = 0.971635 に対する標準写像の軌道。

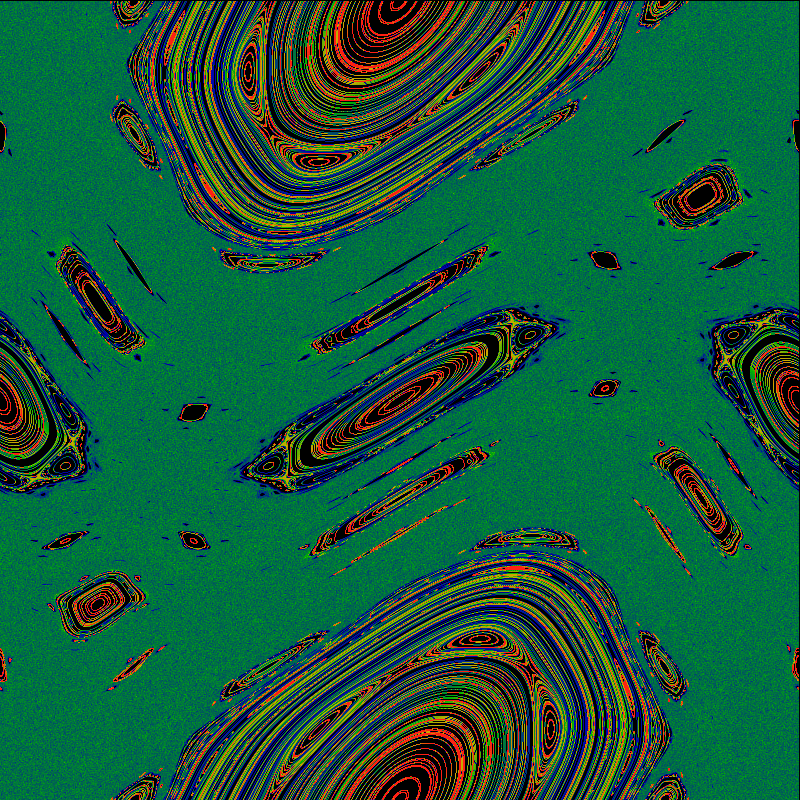
K = 1.2 に対する標準写像の軌道。

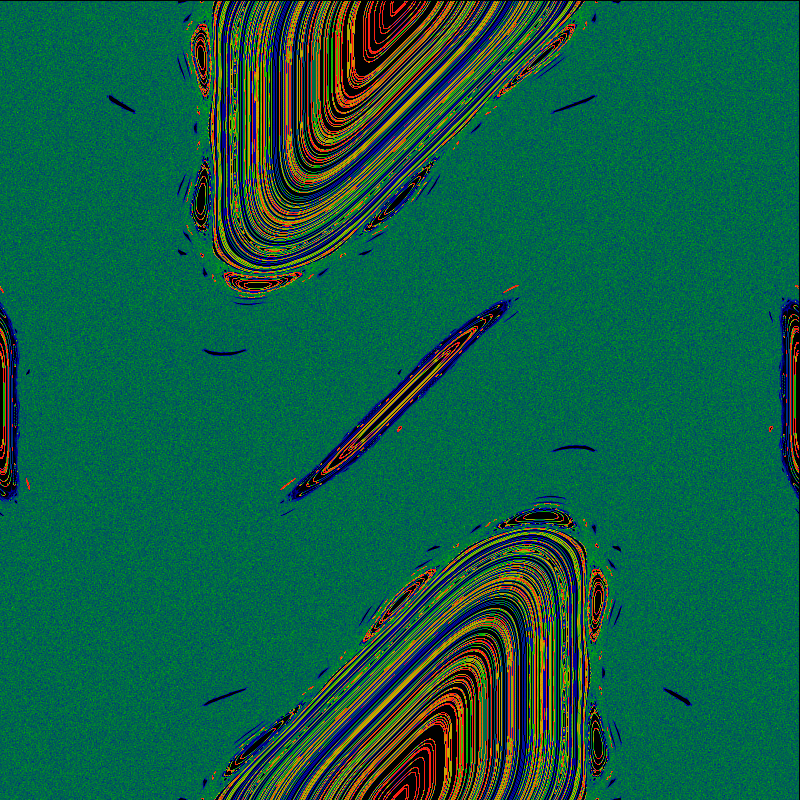
K = 2.0 に対する標準写像の軌道。広い緑の領域が、写像の主要なカオス的領域である。

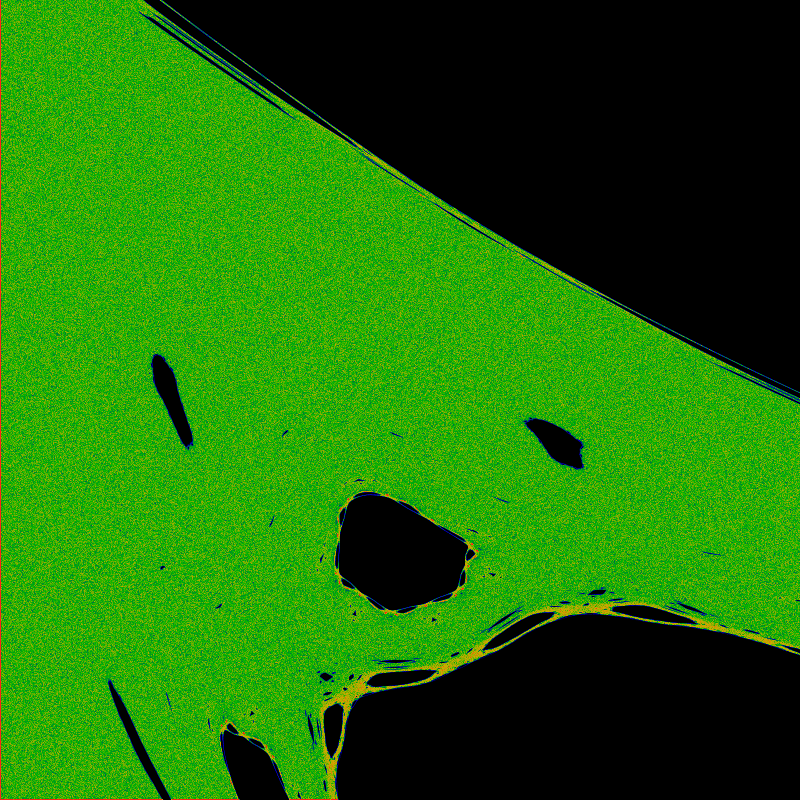
K=2.0 に対する標準写像の単一の軌道。, p = 0.666 を中心に、幅/高さが 0.02 となるように拡大されている。軌道の極めて一様な分布に注意されたい。

数学のカオス理論において、標準写像（ひょうじゅんしゃぞう、英: standard map）あるいはチリコフ＝テイラー写像（Chirikov-Taylor map）またはチリコフ標準写像（Chirikov standard map）として知られるものは、幅が {\displaystyle 2\pi } の正方形からそれ自身への上への面積保存カオス写像である。それは撃力回転子のポアンカレ切断面として構成され、次で定義される：
{\displaystyle p_{n+1}=p_{n}+K\sin(\theta _{n})}
{\displaystyle \theta _{n+1}=\theta _{n}+p_{n+1}}
ここで {\displaystyle p_{n}} と {\displaystyle \theta _{n}} は {\displaystyle 2\pi } を法として取られる。
標準写像のカオス的性質は、1969年にボリス・チリコフによって発見された。

## 物理モデル
この写像は、撃力回転子として知られるシンプルな機械系の動きに対するポアンカレ切断面を表すものである。撃力回転子は、重力の影響を受けない棒で、その一端に位置する軸の周りを摩擦なしに回転し、もう一端は周期的に撃力を受けるものである。
標準写像は、撃力回転子の変数に対するストロボ射影が適用される切断面である。変数 {\displaystyle \theta _{n}} および {\displaystyle p_{n}} はそれぞれ、n-回目の撃力の後の棒の角位置と角運動量を表す。定数 K は、回転子に対する撃力の強さを表すものである。
撃力回転子は、粒子の力学や加速器科学、プラズマ物理学、固体物理学の分野で研究されるシステムを模倣するものである。例えば、加速器はビームチューブ内で循環するとき、周期的な撃力を適用することによって粒子を加速させる。したがって、そのビームの構造は撃力回転子によって模倣される。一方この写像は、ハミルトン系カオスを表す保存系の非常にシンプルなモデルであるため、物理学および数学の基礎理論的な観点からも興味深いものとなっている。

## 主な性質
{\displaystyle K=0} に対し、この写像は線型であり、周期軌道および準周期軌道のみが現れる。相空間（θ–p 平面）にプロットされるとき、周期軌道は閉曲線として現れ、準周期軌道は別の大きな閉曲線の中に中心を持つような閉曲線の縞として現れる。どのタイプの軌道が観測されるかは、写像の初期条件に依存する。
写像の非線型性は K とともに増加し、それに伴って、適切な初期条件に対してはカオス的挙動を観測することが可能になる。これは様々な値の {\displaystyle K>0} に対する標準写像が導く異なる軌道を集めた、本記事の図に示されている。その大部分の軌道は周期的あるいは準周期的であるが、緑色のものはカオス的であり、相空間の広大な領域において明らかにランダムな点の集合として発展するものである。特に刮目すべきものは、当てにならないこともあるが、カオス領域において極めて一様な分布である。すなわち、カオス的領域の中でさえも、拡大図で示されるように、反復では決して到達されない小さな島が無限個存在しているのである。

## 円周写像
標準写像は、円周写像と関連するものである。標準写像は
{\displaystyle \theta _{n+1}=\theta _{n}+p_{n}+K\sin(\theta _{n})}
{\displaystyle p_{n+1}=\theta _{n+1}-\theta _{n}}
と書けるが、円周写像はそれに似た単独の反復方程式
{\displaystyle \theta _{n+1}=\theta _{n}+\Omega -K\sin(\theta _{n})}
で書ける。本質的に、円周写像は運動量を定数にするものである。